# Polerady (ort i Tjeckien, Mellersta Böhmen)
Polerady är en ort i Tjeckien.   Den ligger i regionen Mellersta Böhmen, i den centrala delen av landet, 18 km nordost om huvudstaden Prag. Polerady ligger 185 meter över havet och antalet invånare är 222.
Terrängen runt Polerady är platt.Runt Polerady är det ganska tätbefolkat, med 139 invånare per kvadratkilometer. Närmaste större samhälle är Prag, 17,5 km sydväst om Polerady. Trakten runt Polerady består till största delen av jordbruksmark.